# ماريوس ساشا
ماريوس ساشا (بالبولندية: Mariusz Sacha)‏ هو لاعب كرة قدم بولندي في مركز الوسط، ولد في 19 يوليو 1987 في بييلسكو-بياوا في بولندا. شارك مع منتخب بولندا تحت 19 سنة لكرة القدم ومنتخب بولندا تحت 20 سنة لكرة القدم. أما مع النوادي، فقد لعب مع بييلسكو بياوا ونادي كراكوفيا الرياضي.

## وصلات خارجية
- ماريوس ساشا على موقع قاعدة بيانات كرة القدم.إي يو (الإنجليزية)
- ماريوس ساشا على موقع عالم كرة القدم.نت (الإنجليزية)